# 薩摩求名駅
薩摩求名駅（さつまぐみょうえき）は、かつて鹿児島県薩摩郡薩摩町大字求名（現・さつま町求名）に置かれていた、日本国有鉄道（国鉄）宮之城線の駅（廃駅）である。
1987年（昭和62年）1月10日、宮之城線の廃止に伴い、廃駅となった。

## 歴史
- 1935年（昭和10年）6月9日：宮之城線の薩摩鶴田駅 - 薩摩永野駅間開業に伴い、一般駅として新設[1]。旅客・貨物を取り扱い[1]。
- 1962年（昭和37年）3月25日：貨物の取り扱いを廃止する[1]。
- 1963年（昭和38年）4月1日：業務委託駅となる（日本観光社に委託）[2]。
- 1971年（昭和46年）2月20日：荷物扱い廃止[3]。無人駅化[4]。
- 1987年（昭和62年）1月10日：宮之城線の全線廃止に伴い、廃駅となる[1]。

## 駅構造
島式ホーム1面2線を有する駅であったが、無人駅となった後は片側しか使用していなかった。

## 廃止後の状況
付近の廃線跡はそのまま舗装して道路に転換されており、駅跡は広場状になって地元の集会施設が建設されている。

## 隣の駅
日本国有鉄道
宮之城線
薩摩鶴田駅 - 薩摩求名駅 - 広橋駅